# Sofia Nadyrshina
Sofia Nadyrshina, née le 14 mai 2003 à Ioujno-Sakhalinsk, est une snowboardeuse russe. Elle compte deux victoires en coupe du monde.

## Palmarès

### Championnats du monde
| Épreuve / Édition      | Rogla 2021 |
| Slalom géant parallèle | 2e         |
| Slalom parallèle       | 1re        |

### Coupe du monde
- Meilleur classement total en parallèle : 9e (en 2020)
- Meilleur classement en slalom parallèle : 36e (en 2020)
- Meilleur classement en slalom géant parallèle : 2e (en 2022)
- Nombre de victoires : deux
- Nombre de podiums : cinq

### Différents classements en Coupe du monde
Sofia Nadyrshina évolue en coupe du monde depuis 2020.
| Saison / Épreuve | Saison / Épreuve | Général | Général | Parallèle (total) | Parallèle (total) | Géant parallèle | Géant parallèle | Slalom parallèle | Slalom parallèle | Park & Pipe | Park & Pipe |
| ---------------- | ---------------- | ------- | ------- | ----------------- | ----------------- | --------------- | --------------- | ---------------- | ---------------- | ----------- | ----------- |
| Saison / Épreuve | Saison / Épreuve | Class.  | Points  | Class.            | Points            | Class.          | Points          | Class.           | Points           | Class.      | Points      |
| 2020             | 2020             |         |         | 9e                | 2704,80           | 5e              | 2660            | 36e              | 44,80            | -           | -           |

#### Détail des victoires
| Édition / Épreuve | Géant parallèle | Slalom parallèle | Total |
| 2021              | Scuol           | Bad Gastein      | 2     |
| Total             | 1               | 1                | 2     |